# Bayingolin
Bayingolin (kinesisk: 巴音郭楞; pinyin: Bāyīnguōlèng; Wade-Giles: Pā-yīn-kuō-lèng; uighursk: بايىنغولىن; uighur-latin: Bayingholin) er et autonomt præfektur for mongoler og ligger i Xinjiang i Kina. Bayingolin har et areal på 462.700 km², og er dermed Kinas største præfektur. Det har en befolkning på 1.210.000 mennesker, med en befolkningstæthed på
3 indb./km² (2007). Hovedbyen er Korla med 430.000 indbyggere.

## Administrative enheder
Det autonome præfektur Bayingolin har jurisdiktion over et byamt (市 shì), 7 amter (县 xiàn) og et autonomt amt (自治县 zìzhìxiàn).
| Kort                 | Kort               | Kort            | Kort                  | Kort                          | Kort                         | Kort                   | Kort        | Kort      |
| -------------------- | ------------------ | --------------- | --------------------- | ----------------------------- | ---------------------------- | ---------------------- | ----------- | --------- |
| Kort over Bayingolin |                    |                 |                       |                               |                              |                        |             |           |
| #                    | Navn               | Hanzi           | Pinyin                | Uighursk (kona yezik̡)         | Uighur-latin (yengi yezik̡)   | Befolkning (2003 est.) | Areal (km²) | Indb./km² |
| Byamt                |                    |                 |                       |                               |                              |                        |             |           |
| 1                    | Korla              | 库尔勒市        | Kù'ěrlè Shì           | كورلا شەھىرى                  | Korla Shehiri                | 420.000                | 7.219       | 58        |
| Amter                |                    |                 |                       |                               |                              |                        |             |           |
| 2                    | Luntai             | 轮台县          | Lúntái Xiàn           | بۈگۈر ناھىيىسى                | Bügür Nahiyisi               | 100.000                | 14.185      | 7         |
| 3                    | Yuli               | 尉犁县          | Yùlí Xiàn             | لوپنۇر ناھىيىسى               | Lopnur Nahiyisi              | 110.000                | 59.402      | 2         |
| 4                    | Ruoqiang           | 若羌县          | Ruòqiāng Xiàn         | چاقىلىق ناھىيىسى              | Chaqiliq Nahiyisi            | 30.000                 | 199.222     | 0         |
| 5                    | Qiemo              | 且末县          | Qiěmò Xiàn            | چەرچەن ناھىيىسى               | Cherchen Nahiyisi            | 60.000                 | 138.680     | 0         |
| 6                    | Hejing             | 和静县          | Héjìng Xiàn           | خېجىڭ ناھىيىسى                | Xéjing Nahiyisi              | 180.000                | 34.984      | 5         |
| 7                    | Hoxud              | 和硕县          | Héshuò Xiàn           | خوشۇت ناھىيىسى                | Xoshut Nahiyisi              | 70.000                 | 12.754      | 5         |
| 8                    | Bohu               | 博湖县          | Bóhú Xiàn             | باغراش ناھىيىسى               | Baghrash Nahiyisi            | 60.000                 | 3.597       | 17        |
| Autonomt amt         |                    |                 |                       |                               |                              |                        |             |           |
| 9                    | Yanqi (For huiene) | 焉耆回族 自治县 | Yānqí Huízú Zìzhìxiàn | يەنجى خۇيزۇ ئاپتونوم ناھىيىسى | Yenji Xuyzu Aptonom Nahiyisi | 120.000                | 2.429       | 49        |

## Etnisk sammensætning (2000)
| Folkegruppe | Antal   | Andel |
| ----------- | ------- | ----- |
| Han         | 607.774 | 57,5% |
| Uighur      | 345.595 | 32,7% |
| Hui         | 52.252  | 4,94% |
| Mongoler    | 43.544  | 4,12% |
| Andre       | 7.805   | 0,74% |

39°19′N 89°54′Ø / 39.317°N 89.900°Ø